# ياكوب بارت
ياكب بارت (بالألمانية: Jakob Barth) ( 1267 - 1332 هـ / 1851 - 1914 م ) هو مستشرق يهودي ألماني.
تعلم العربية، وعلمها في جامعة برلين.

## آثاره
في ميدان الدراسات العربية، نشر:
- «كتاب الفصيح» لثعلب، 1876.
- «ديوان القطامي».
- شرح موسى بن ميمون على أحد كتب المشنا، وعنوانه «مكوّت».